# Кощеева, Елена Евгеньевна
Елена Анатольевна Кощеева (род. 17 февраля 1973) — казахстанская легкоатлетка (прыжок в длину), чемпион Азии, бронзовый призер Азиатских игр, участница трех олимпиад.

## Карьера
Е. Е. Кощеева участвовала в Олимпиаде — 1996 в Атланте (35 место),
в Олимпиаде — 2000 в Сиднее (13 место) и в
Олимпиаде — 2004 в Афинах (11 место).
Достигла больших успехов на континенте: стала бронзовым призером Азиады-2002 и чемпионкой Азии.